# Andrzej Gołota
Andrzej Jan Gołota (souvent anglicisé en Andrew Golota) est un boxeur polonais de la catégorie des poids lourds, né le 5 janvier 1968 à Varsovie.

## Carrière amateur
Golota a commencé la boxe à treize ans, et compte 111 victoires en amateur à son actif. Il obtient la médaille de bronze aux Jeux olympiques de 1988 et aux championnats d'Europe de boxe amateur 1989.
Impliqué dans des bagarres de rue, et poursuivi pour vol à main armée, il décide de s'installer aux États-Unis, à Chicago (qui compte une forte minorité polonaise), où il prévoit d'arrêter la boxe pour devenir routier. Il se marie en 1990 avec une future avocate.

## Carrière professionnelle
Golota se lance toutefois dans une carrière de boxeur. Invaincu après 28 combats, dont 24 par KO, il commence à intéresser les promoteurs : grand, athlétique et puissant, il possède un bon jab et sait éviter les coups par ses mouvements souples du buste ; il est cependant déjà réputé pour être un « dirty boxer », s'étant fait avertir pour morsure ou coup de tête.
Le 11 juillet 1996 a lieu son premier grand combat, au Madison Square Garden contre Riddick Bowe, ancien champion des poids lourds. À la surprise générale, Golota domine largement Bowe, le mettant même à terre au deuxième et au cinquième round. Il est cependant averti à de nombreuses reprises pour coups en dessous de la ceinture. Multipliant sans cesse la même faute, Golota se voit infliger un point de pénalité au septième round, puis se fait finalement disqualifier, alors qu'il domine largement le combat. L'entraîneur de Bowe se jette alors sur Golota et le frappe avec un talkie-walkie. Le ring est soudain envahi par la foule et la salle devient le terrain d'affrontements entre les supporters des deux camps, Noirs contre Polonais, alors que Lou Duva, promoteur de Golota, s'effondre, victime d'une crise cardiaque. La soirée est désignée « Évènement de l'année » par Ring Magazine,.
Le 14 décembre est organisé un combat de revanche. Là encore, Bowe est dominé par le Polonais, mais Golota est à nouveau disqualifié pour coups bas au neuvième round. Malgré ces deux disqualifications consécutives, il obtient un combat pour le titre WBC contre Lennox Lewis mais est mis KO au premier round.
Il bat ensuite des boxeurs comme Tim Witherspoon ou Orlin Norris, avant de faire face à Mike Tyson : mis à terre à la première reprise, et largement dominé, il quitte le ring furieux à l'annonce du troisième round sous les huées du public. Le résultat sera cependant changé en no contest, Tyson ayant été testé positif au cannabis.
Après trois ans d'absence, il revient en 2003 et affronte, pour le titre IBF, l'Américain Chris Byrd qu'il met à terre à deux reprises, mais fait un match nul. Désormais pris en charge par Don King, il s'incline sur décision contre John Ruiz, puis contre Lamon Brewster par KO au premier round, à la suite des puissants crochets du gauche de Brewster.
Bien que sur le déclin, il bat Kevin McBride en 2007 par KO pour le titre IBF d'Amérique du Nord. En 2009, il affronte à Varsovie son compatriote Tomasz Adamek, de 9 ans son cadet, et est battu au cinquième round.